# L'Engin
L'Engin (The Entity en version originale) est le onzième épisode de la cinquième saison de la série animée South Park, ainsi que le 76e épisode de l'émission.

## Synopsis
Las des problèmes de logistique des aéroports, M. Garrison invente un moyen de transport peu conventionnel, qui, en dépit de l'ergonomie douteuse de ses commandes, trouve un franc succès. Kyle doit quant à lui faire face à son cousin horripilant, Kyle Schwartz, une vraie caricature de petit intellectuel hypocondriaque.

## Mort de Kenny
Il meurt, abattu par l'employé de la sécurité de l'aéroport quand il découvre que Kenny est en possession d'un coupe-ongles.